# Richard-Kralik-Platz

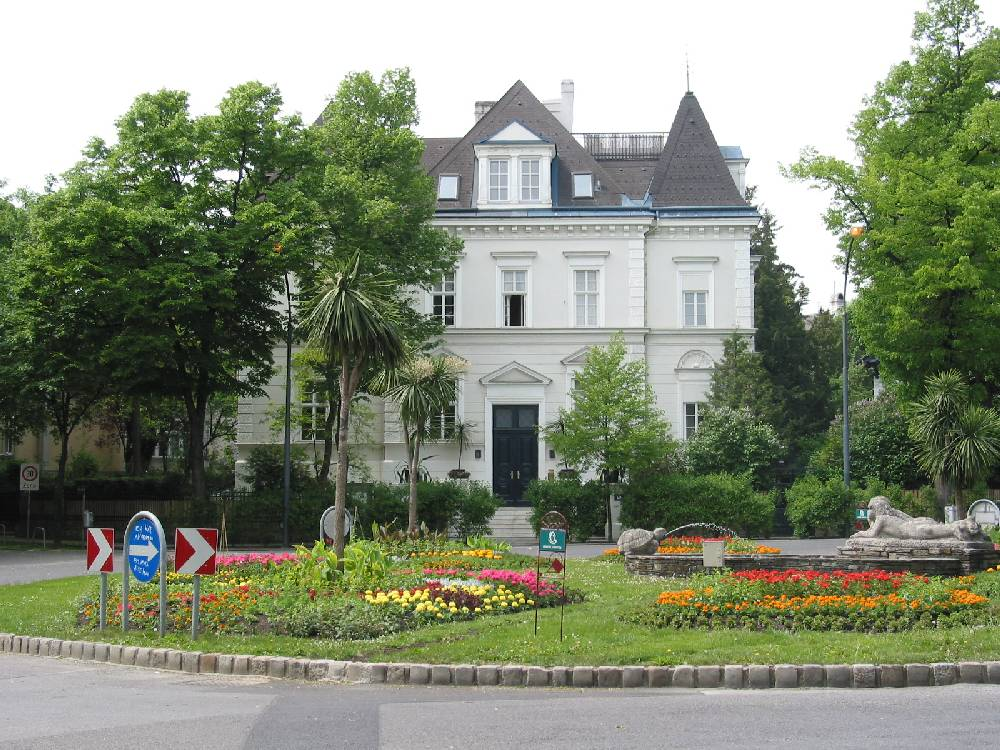
Richard-Kralik-Platz 2, 1889 nach Entwurf von Borkowski erbaut

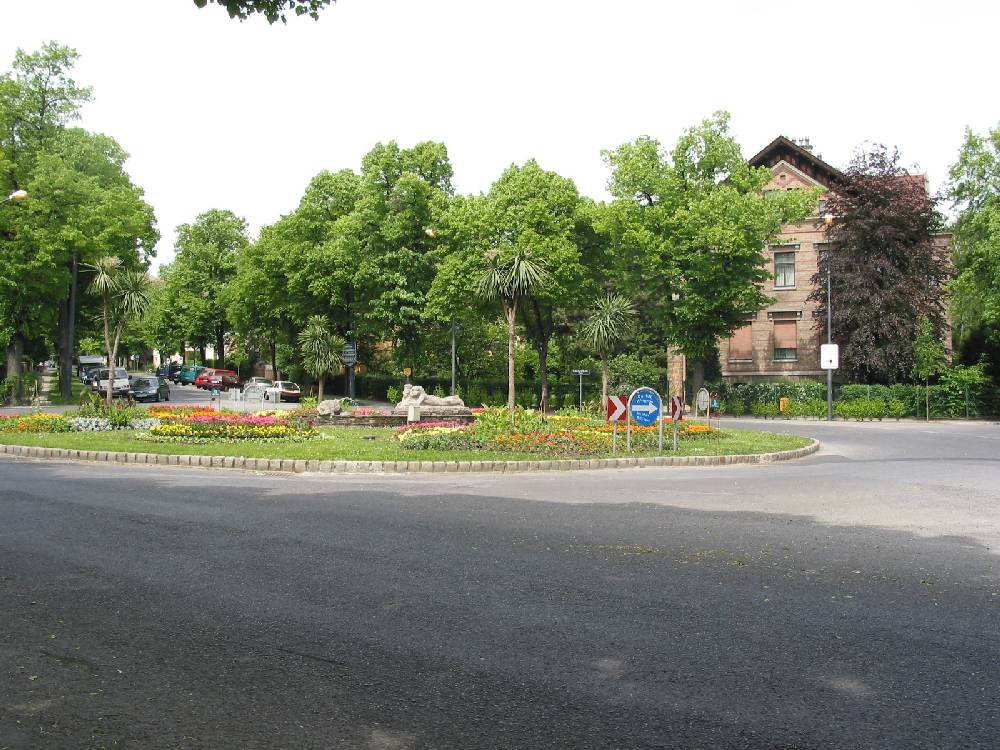
Richard-Kralik-Platz 3, Oberdöbling, Wohnhaus von Richard Kralik, erbaut 1890

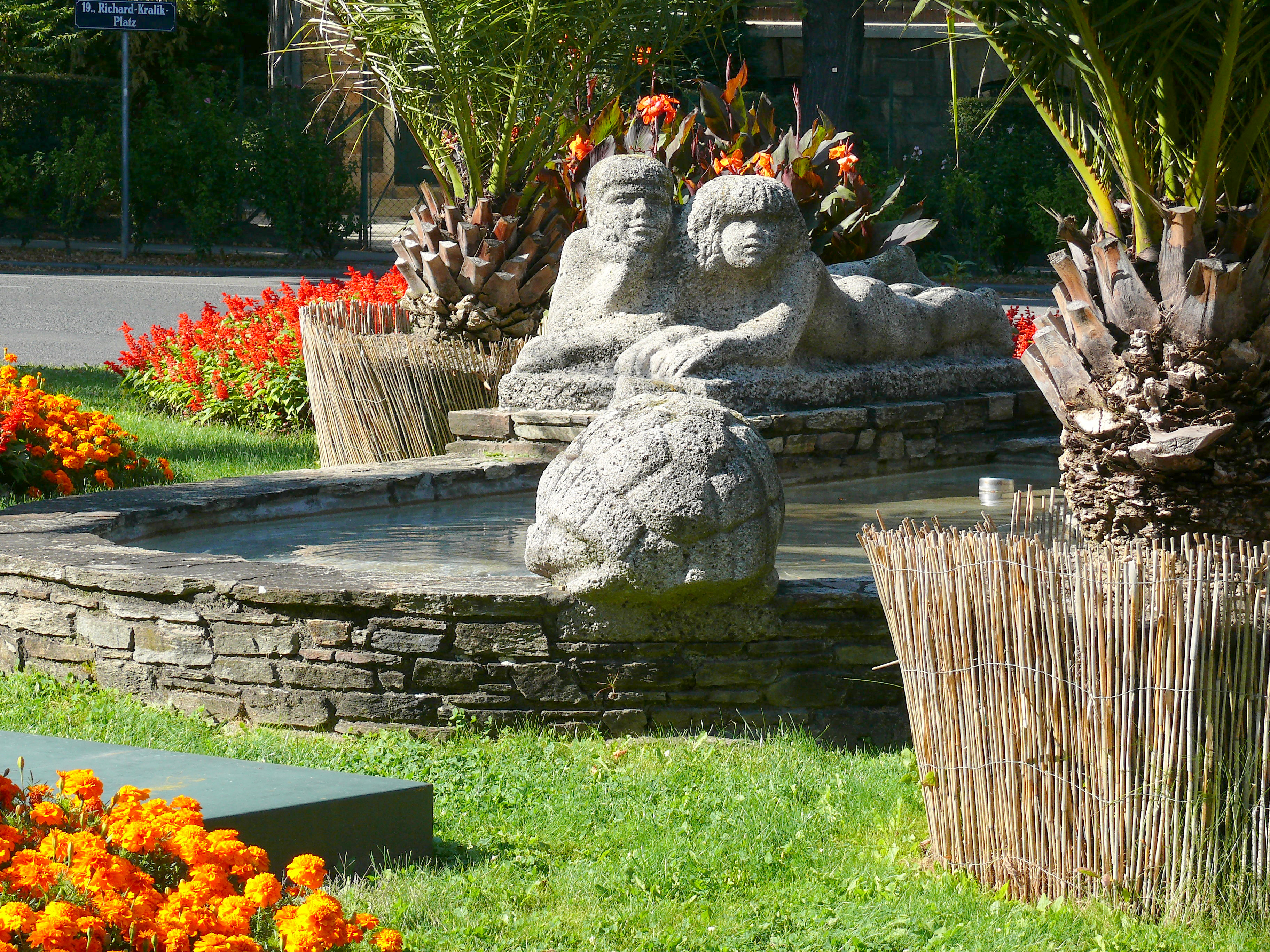
Natursteinbrunnen (Robert Ullmann) auf der Mittelinsel des Kreisverkehrs.

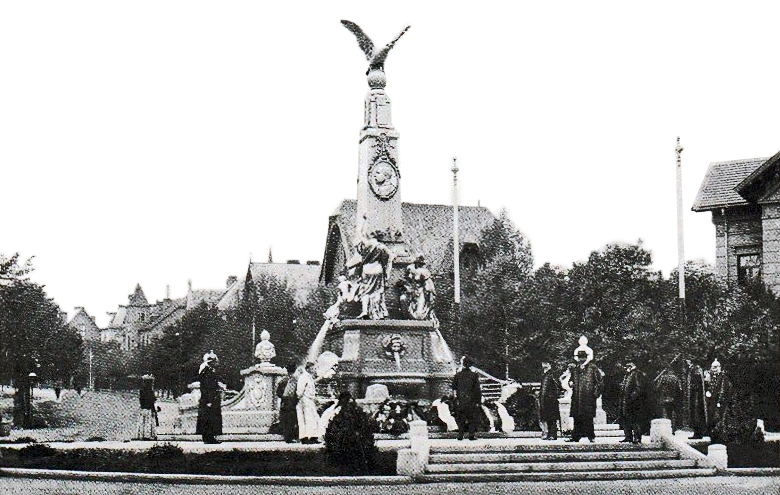
Erzherzog Karl-Ludwig-Denkmal (ca. 1910; Blickrichtung: obere Hasenauerstraße)

Der Richard-Kralik-Platz ist eine oktogonale Platzanlage an der Grenze der Wiener Gemeindebezirke Währing und Döbling.
Benannt wurde sie nach dem Schriftsteller und Philosophen Richard Kralik (1852–1934). Der Platz liegt am Kreuzungspunkt zwischen Weimarer Straße und Hasenauerstraße.

## Straßengeschichte
Der im Währinger sowie im Döblinger Cottage gelegene Platz wurde mit 20. September 1881 Carl-Ludwig-Platz benannt. Ab 1900 geplant und von einem Komitee unter Gustav Tschermak (1836–1927) finanziell-organisatorisch umgesetzt, befand sich ab 1906 auf dem Platz in der Mitte des großen Octogons ein Erzherzog Karl Ludwig (1833–1896), dem Bruder von Kaiser Franz Joseph I., gewidmeter, von Edmund Hofmann von Aspernburg (1847–1930) ausgeführter Monumentalbrunnen samt Obelisk und Medaillonbild, feierlich enthüllt am 8. Oktober 1906 von Erzherzog Rainer (1827–1913). Durch spätere Grenzverschiebungen wurde er, an der Währing und Döbling trennenden Grenzlinie gelegen, zum überwiegenden Teil seiner Fläche Währing (KG Währing) zugeschlagen. 1920 wurde er in Weimarer Platz umbenannt, 1934, nach dem Tod Richard Kraliks, erfolgte die endgültige Umbenennung. Richard Kralik ließ hier nach den Plänen seines Schwiegervaters Wilhelm von Flattich (1826–1900) das Haus Nr. 3 erbauen, in dem er auch verstarb.

## Besonderheiten
Der Monumentalbrunnenanlage erlitt im Zweiten Weltkrieg einen Bombenschaden und wurde in der Folge abgetragen. An dessen Stelle errichtete 1954 Robert Ullmann (1903–1966) die Natursteinskulptur Zwei Kinder mit Schildkröte. Außerdem befinden sich auf dem Platz zwei Villen des Chefarchitekten des Cottage-Vereines Karl Ritter von Borkowski (1829–1905) aus dem Jahre 1889.
Von 1903 bis 1960 überquerte die Straßenbahn (ab 1907: Linie 40) den Platz (im Eingleisbetrieb: nördlich der Mittelinsel). Aufgrund des Gefälles der Hasenauerstraße, des Laubfalles, von Unachtsamkeit, aber auch von Bremsversagen kam es hier (wie an anderen Stellen des Steilstücks) immer wieder zu gefährlichen Situationen. Der Straßenbahnbetrieb wurde am 14. November 1960 von der Buslinie 40A übernommen.

## Bilder

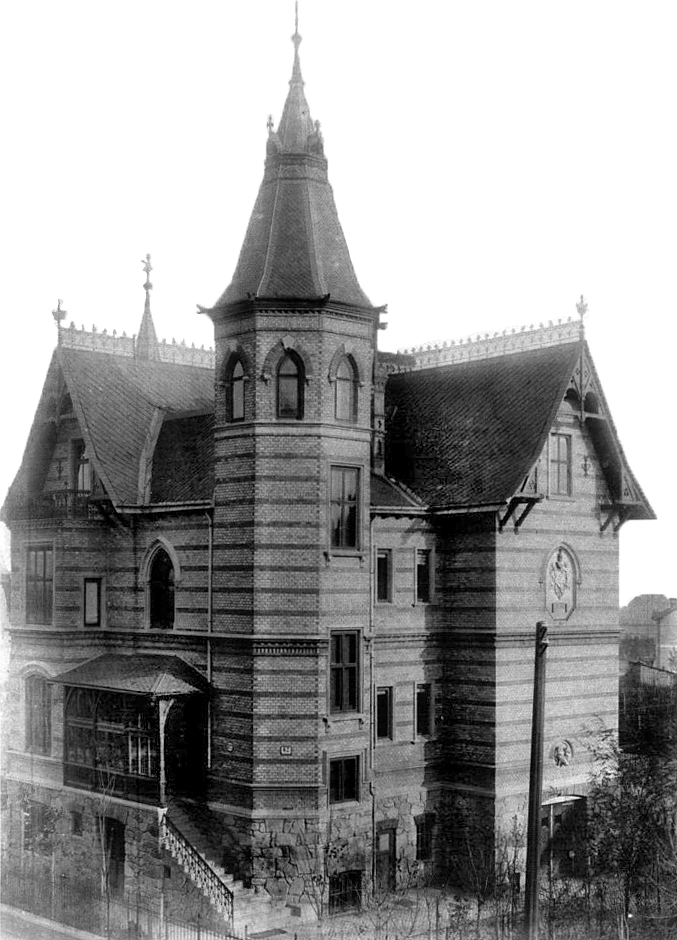
Richard-Kralik-Platz 1, Villa Franz Pošepný,[7] erbaut 1889 von Karl von Borkowski[Anm. 2]
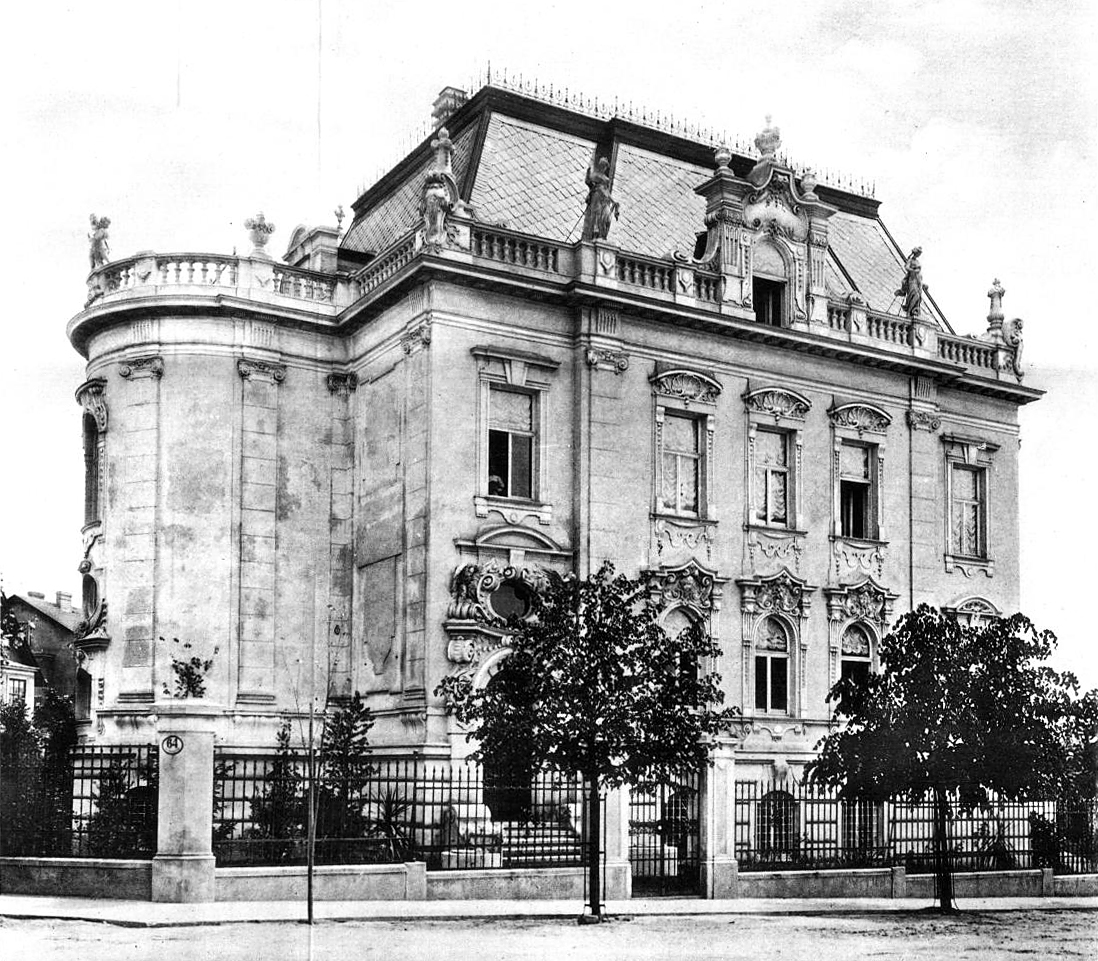
Abgebrochen: Richard-Kralik-Platz 4, Oberdöbling, Villa Eugenie Wolff,[8] erbaut 1896–97 von Hermann Müller[9] und Albert Hans Pecha[10]. (Siehe auch: [5], 1923)